# Snowboard nos Jogos Paralímpicos de Inverno de 2018 - Snowboard cross masculino
As provas de cross masculino do snowboard nos Jogos Paralímpicos de Inverno de 2018 foram disputadas no Centro Alpino Jeongseon, localizado em Bukpyeong-myeon, Jeongseon, em 12 de março.

## Medalhistas
| Medalha | Classe SB-UL        | Classe SB-LL1    | Classe SB-LL2         |
| ------- | ------------------- | ---------------- | --------------------- |
| Ouro    | AUS Simon Patmore   | USA Mike Schultz | FIN Matti Suur-Hamari |
| Prata   | ITA Manuel Pozzerle | NED Chris Vos    | USA Keith Gabel       |
| Bronze  | USA Mike Minor      | USA Noah Elliott | JPN Gurimu Narita     |

## Resultados

### Classe SB-UL

#### Qualificatória
Após duas descidas, os 16 mais rápidos avançam para a fase eliminatória.
| Pos. | Bib | Atleta                    | Descida 1 | Descida 2 | Melhor  | Notas |
| ---- | --- | ------------------------- | --------- | --------- | ------- | ----- |
| 1    | 8   | USA Mike Minor            | 1:00.12   | 1:02.11   | 1:00.12 | Q     |
| 2    | 7   | AUT Patrick Mayrhofer     | 1:01.04   | 1:01.10   | 1:01.04 | Q     |
| 3    | 2   | AUS Simon Patmore         | 1:01.76   | 1:02.45   | 1:01.76 | Q     |
| 4    | 1   | CAN Curt Minard           | 1:02.72   | 1:02.08   | 1:02.08 | Q     |
| 5    | 6   | ITA Manuel Pozzerle       | 1:03.60   | 1:02.75   | 1:02.75 | Q     |
| 6    | 4   | GBR James Barnes-Miller   | 1:03.11   | 1:06.56   | 1:03.11 | Q     |
| 7    | 10  | AUS Sean Pollard          | 1:06.57   | 1:04.03   | 1:04.03 | Q     |
| 8    | 9   | GBR Ben Moore             | 1:04.80   | 1:04.47   | 1:04.47 | Q     |
| 9    | 13  | ITA Paolo Priolo          | 1:04.58   | 1:04.64   | 1:04.58 | Q     |
| 10   | 5   | ITA Jacopo Luchini        | 1:04.60   | 1:09.92   | 1:04.60 | Q     |
| 11   | 16  | CHN Jiang Zihao           | 1:09.35   | 1:05.44   | 1:05.44 | Q     |
| 12   | 15  | CHN Chen Zhuo             | 1:06.03   | 1:05.58   | 1:05.58 | Q     |
| 13   | 3   | CAN Andrew Genge          | 1:08.90   | 1:05.74   | 1:05.74 | Q     |
| 14   | 11  | FRA Julien Roulet         | 1:06.08   | 1:06.13   | 1:06.08 | Q     |
| 15   | 12  | USA James Sides           | 1:06.60   | 1:06.47   | 1:06.47 | Q     |
| 16   | 17  | NPA Mikhail Slinkin       | 1:07.96   | 1:07.71   | 1:07.71 | Q     |
| 17   | 14  | FIN Matti Sairanen        | 1:07.89   | 1:11.81   | 1:07.89 |       |
| 18   | 18  | USA Michael Spivey        | 1:08.87   | 1:08.33   | 1:08.33 |       |
| 19   | 22  | GRE Konstantinos Petrakis | 1:10.00   | 1:08.71   | 1:08.71 |       |
| 20   | 21  | IRI Puriya Khaliltash     | 1:16.33   | 1:12.37   | 1:12.37 |       |
| 21   | 20  | KOR Park Su-hyeok         | 1:42.58   | 1:22.68   | 1:22.68 |       |
| 22   | 19  | KOR Park Hang-seung       | DSQ       | 1:50.74   | 1:50.74 |       |

#### Fase eliminatória[7]
| Oitavas de final | Oitavas de final  | Oitavas de final |  |  | Quartas de final | Quartas de final  | Quartas de final |  |  | Semifinais | Semifinais   | Semifinais |  |                | Final          | Final          | Final |
|                  |                   |                  |  |  |                  |                   |                  |  |  |            |              |            |  |                |                |                |       |
| 1                | USA Minor         | V                |  |  |                  |                   |                  |  |  |            |              |            |  |                |                |                |       |
| 16               | NPA Slinkin       |                  |  |  | 1                | USA Minor         | V                |  |  |            |              |            |  |                |                |                |       |
| 8                | GBR Moore         |                  |  |  | 9                | ITA Priolo        |                  |  |  |            |              |            |  |                |                |                |       |
| 9                | ITA Priolo        | V                |  |  |                  |                   |                  |  |  | 1          | USA Minor    |            |  |                |                |                |       |
| 5                | ITA Pozzerle      | V                |  |  |                  |                   |                  |  |  | 5          | ITA Pozzerle | V          |  |                |                |                |       |
| 12               | CHN Chen          |                  |  |  | 5                | ITA Pozzerle      | V                |  |  |            |              |            |  |                |                |                |       |
| 4                | CAN Minard        | V                |  |  | 4                | CAN Minard        |                  |  |  |            |              |            |  |                |                |                |       |
| 13               | CAN Genge         |                  |  |  |                  |                   |                  |  |  |            |              |            |  |                | 5              | ITA Pozzerle   |       |
| 3                | AUS Patmore       | V                |  |  |                  |                   |                  |  |  |            |              |            |  |                | 3              | AUS Patmore    | V     |
| 14               | FRA Roulet        |                  |  |  | 3                | AUS Patmore       | V                |  |  |            |              |            |  |                |                |                |       |
| 6                | GBR Barnes-Miller | V                |  |  | 6                | GBR Barnes-Miller |                  |  |  |            |              |            |  |                |                |                |       |
| 11               | CHN Jiang         |                  |  |  |                  |                   |                  |  |  | 3          | AUS Patmore  | V          |  |                |                |                |       |
| 7                | AUS Pollard       |                  |  |  |                  |                   |                  |  |  | 10         | ITA Luchini  |            |  |                |                |                |       |
| 10               | ITA Luchini       | V                |  |  | 10               | ITA Luchini       | V                |  |  |            |              |            |  | Terceiro lugar | Terceiro lugar | Terceiro lugar |       |
| 2                | AUT Mayrhofer     | V                |  |  | 2                | AUT Mayrhofer     |                  |  |  |            |              |            |  |                | 1              | USA Minor      | V     |
| 15               | USA Sides         |                  |  |  |                  |                   |                  |  |  |            |              |            |  |                | 10             | ITA Luchini    |       |

### Classe SB-LL1

#### Qualificatória
Os três mais rápidos avançam diretamente às quartas de final, enquanto que os restantes disputam as oitavas de final.
| Pos. | Bib | Atleta                     | Tempo   | Notas |
| ---- | --- | -------------------------- | ------- | ----- |
| 1    | 23  | USA Noah Elliott           | 1:00.73 | Q     |
| 2    | 24  | NED Chris Vos              | 1:03.13 | Q     |
| 3    | 26  | AUT Reinhold Schett        | 1:04.45 | Q     |
| 4    | 29  | USA Mike Mann              | 1:04.58 | q     |
| 5    | 30  | USA Mike Schultz           | 1:04.73 | q     |
| 6    | 25  | CRO Bruno Bošnjak          | 1:04.91 | q     |
| 7    | 27  | JPN Daichi Oguri           | 1:09.93 | q     |
| 8    | 31  | DEN Daniel Wagner          | 1:11.76 | q     |
| 9    | 28  | NOR Kristian Moen          | 1:15.59 | q     |
| 10   | 34  | BRA André Cintra           | 1:18.72 | q     |
| 11   | 33  | ROU Mihăiță Papară         | 1:20.35 | q     |
| 12   | 35  | JPN Atsushi Yamamoto       | 1:31.71 | q     |
| 13   | 32  | ESP Víctor Manuel González | 1:49.68 | q     |

#### Fase eliminatória[9]
| Oitavas de final | Oitavas de final | Oitavas de final |  |  | Quartas de final | Quartas de final | Quartas de final |  |  | Semifinais | Semifinais  | Semifinais |  |                | Final          | Final          | Final |
|                  |                  |                  |  |  |                  |                  |                  |  |  |            |             |            |  |                |                |                |       |
|                  |                  |                  |  |  |                  |                  |                  |  |  |            |             |            |  |                |                |                |       |
|                  |                  |                  |  |  | 1                | USA Elliott      | V                |  |  |            |             |            |  |                |                |                |       |
| 8                | DEN Wagner       | V                |  |  | 8                | DEN Wagner       |                  |  |  |            |             |            |  |                |                |                |       |
| 9                | NOR Moen         |                  |  |  |                  |                  |                  |  |  | 1          | USA Elliott |            |  |                |                |                |       |
| 5                | USA Schultz      | V                |  |  |                  |                  |                  |  |  | 5          | USA Schultz | V          |  |                |                |                |       |
| 12               | JPN Yamamoto     |                  |  |  | 5                | USA Schultz      | V                |  |  |            |             |            |  |                |                |                |       |
| 4                | USA Mann         | V                |  |  | 4                | USA Mann         |                  |  |  |            |             |            |  |                |                |                |       |
| 13               | ESP González     |                  |  |  |                  |                  |                  |  |  |            |             |            |  |                | 5              | USA Schultz    | V     |
|                  |                  |                  |  |  |                  |                  |                  |  |  |            |             |            |  |                | 2              | NED Vos        |       |
|                  |                  |                  |  |  | 3                | AUT Schett       | V                |  |  |            |             |            |  |                |                |                |       |
| 6                | CRO Bošnjak      | V                |  |  | 6                | CRO Bošnjak      |                  |  |  |            |             |            |  |                |                |                |       |
| 11               | ROU Papară       |                  |  |  |                  |                  |                  |  |  | 3          | AUT Schett  |            |  |                |                |                |       |
| 7                | JPN Oguri        | V                |  |  |                  |                  |                  |  |  | 2          | NED Vos     | V          |  |                |                |                |       |
| 10               | BRA Cintra       |                  |  |  | 7                | JPN Oguri        |                  |  |  |            |             |            |  | Terceiro lugar | Terceiro lugar | Terceiro lugar |       |
|                  |                  |                  |  |  | 2                | NED Vos          | V                |  |  |            |             |            |  |                | 1              | USA Elliott    | V     |
|                  |                  |                  |  |  |                  |                  |                  |  |  |            |             |            |  |                | 3              | AUT Schett     |       |

### Qualificatória
Após duas descidas, os 16 mais rápidos avançam para a fase eliminatória.
| Pos. | Bib | Atleta                  | Descida 1 | Descida 2 | Melhor  | Notas |
| ---- | --- | ----------------------- | --------- | --------- | ------- | ----- |
| 1    | 40  | JPN Gurimu Narita       | 58.21     | DNS       | 58.21   | Q     |
| 2    | 38  | FIN Matti Suur-Hamari   | 58.93     | 58.97     | 58.93   | Q     |
| 3    | 42  | USA Mike Shea           | 1:00.11   | 59.32     | 59.32   | Q     |
| 4    | 37  | USA Keith Gabel         | 1:01.38   | 59.40     | 59.40   | Q     |
| 5    | 39  | GBR Owen Pick           | 59.02     | 1:00.55   | 59.02   | Q     |
| 6    | 36  | USA Evan Strong         | 1:03.74   | 1:00.64   | 1:00.64 | Q     |
| 7    | 41  | NZL Carl Murphy         | 1:02.12   | 1:00.90   | 1:00.90 | Q     |
| 8    | 44  | AUS Ben Tudhope         | 58.35     | 1:01.28   | 58.35   | Q     |
| 9    | 45  | CAN John Leslie         | 1:02.09   | 1:01.35   | 1:01.35 | Q     |
| 10   | 43  | CAN Alex Massie         | 1:01.77   | 1:01.69   | 1:01.69 | Q     |
| 11   | 46  | CHN Sun Qi              | 1:03.29   | 1:02.81   | 1:02.81 | Q     |
| 12   | 48  | ARG Carlos Codina       | 1:04.91   | 1:04.19   | 1:04.19 | Q     |
| 13   | 50  | CHN Liu Gengliang       | 1:06.33   | 1:04.68   | 1:04.68 | Q     |
| 14   | 47  | CAN Colton Liddle       | 1:00.08   | 1:06.15   | 1:00.08 | Q     |
| 15   | 53  | UKR Ivan Osharov        | 1:11.71   | 1:10.71   | 1:10.71 | Q     |
| 16   | 49  | KOR Kim Yun-ho          | 1:24.20   | 1:17.82   | 1:17.82 | Q     |
| 17   | 54  | IRI Hossein Solghani    | 1:26.18   | 1:17.95   | 1:17.95 |       |
| 18   | 51  | NPA Vladimir Igushkin   | 1:21.52   | 1:18.58   | 1:18.58 |       |
| 19   | 52  | KOR Choi Suk-min        | 1:19.07   | 1:29.26   | 1:19.07 |       |
| 20   | 55  | NPA Aleksandr Tsygankov | 1:55.53   | DSQ       | 1:55.53 |       |

#### Fase eliminatória[12]
| Oitavas de final | Oitavas de final | Oitavas de final |  |  | Quartas de final | Quartas de final | Quartas de final |  |  | Semifinais | Semifinais      | Semifinais |  |                | Final          | Final           | Final |
|                  |                  |                  |  |  |                  |                  |                  |  |  |            |                 |            |  |                |                |                 |       |
| 1                | JPN Narita       | V                |  |  |                  |                  |                  |  |  |            |                 |            |  |                |                |                 |       |
| 16               | KOR Kim          |                  |  |  | 1                | JPN Narita       | V                |  |  |            |                 |            |  |                |                |                 |       |
| 8                | AUS Tudhope      |                  |  |  | 9                | CAN Leslie       |                  |  |  |            |                 |            |  |                |                |                 |       |
| 9                | CAN Leslie       | V                |  |  |                  |                  |                  |  |  | 1          | JPN Narita      |            |  |                |                |                 |       |
| 5                | GBR Pick         |                  |  |  |                  |                  |                  |  |  | 4          | USA Gabel       | V          |  |                |                |                 |       |
| 12               | ARG Codina       | V                |  |  | 12               | ARG Codina       |                  |  |  |            |                 |            |  |                |                |                 |       |
| 4                | USA Gabel        | V                |  |  | 4                | USA Gabel        | V                |  |  |            |                 |            |  |                |                |                 |       |
| 13               | CHN Liu          |                  |  |  |                  |                  |                  |  |  |            |                 |            |  |                | 4              | USA Gabel       |       |
| 3                | USA Shea         | V                |  |  |                  |                  |                  |  |  |            |                 |            |  |                | 2              | FIN Suur-Hamari | V     |
| 14               | CAN Liddle       |                  |  |  | 3                | USA Shea         |                  |  |  |            |                 |            |  |                |                |                 |       |
| 6                | USA Strong       | V                |  |  | 6                | USA Strong       | V                |  |  |            |                 |            |  |                |                |                 |       |
| 11               | CHN Sun          |                  |  |  |                  |                  |                  |  |  | 6          | USA Strong      |            |  |                |                |                 |       |
| 7                | NZL Murphy       | V                |  |  |                  |                  |                  |  |  | 2          | FIN Suur-Hamari | V          |  |                |                |                 |       |
| 10               | CAN Massie       |                  |  |  | 7                | NZL Murphy       |                  |  |  |            |                 |            |  | Terceiro lugar | Terceiro lugar | Terceiro lugar  |       |
| 2                | FIN Suur-Hamari  | V                |  |  | 2                | FIN Suur-Hamari  | V                |  |  |            |                 |            |  |                | 1              | JPN Narita      | V     |
| 15               | UKR Osharov      |                  |  |  |                  |                  |                  |  |  |            |                 |            |  |                | 6              | USA Strong      |       |

Legenda
| Recorde mundial      | Recorde mundial (World record)               |                       | Recorde africano                      | Recorde africano (African) |                                           | Q | Classificado por posição (Qualified) |
| Recorde paralímpico  | Recorde paralímpico (Paralympic record)      | Recorde da América    | Recorde da América (Americas)         | q                          | Classificado por melhor tempo (Qualified) |   |                                      |
| Melhor marca do ano  | Melhor marca do ano (World leading)          | Recorde asiático      | Recorde asiático (Asian)              | DNS                        | Não largou (Did not start)                |   |                                      |
| Recorde nacional     | Recorde nacional (National record)           | Recorde europeu       | Recorde europeu (European)            | DNF                        | Não terminou (Did not finish)             |   |                                      |
| Recorde pessoal      | Recorde pessoal do atleta (Personal best)    | Recorde da Oceania    | Recorde da Oceania (Oceania)          | DSQ / DQ                   | Desclassificado (Disqualified)            |   |                                      |
| Recorde da temporada | Recorde da temporada do atleta (Season best) | Recorde sul-americano | Recorde sul-americano (South America) | NM                         | Sem marca (No mark)                       |   |                                      |